# Hytale
 (juin 2020).
Hytale était un projet de jeu vidéo de type sandbox et jeu de rôle développé et édité par Hypixel Studios (équipe à l’origine du serveur Minecraft Hypixel,), et prévu sur Windows, Mac, ainsi que sur mobile et consoles. Initialement annoncé pour une sortie en 2021,, le jeu a été repoussé à 2023, avant que son lancement, initialement reporté au-delà de 2023, ne soit finalement abandonné.
Hytale était fondé sur un système de construction par blocs inspiré de Minecraft, tout en restant totalement indépendant. Le studio prévoyait également la création et le partage de serveurs et de mods grâce à une suite d’outils dédiés.
Le développement du jeu a débuté en 2015. Son annonce officielle a eu lieu fin 2018, accompagnée d'une bande-annonce sur YouTube qui a cumulé plus de 60 millions de vues,,.
Le 23 juin 2025, Hypixel Studios a officiellement annoncé l’annulation définitive de Hytale ainsi que la dissolution du studio.

## Système de jeu

### Généralités
Hytale est un jeu de type sandbox et jeu de rôle s'inspirant de Minecraft pour son système de construction à l'aide de blocs dont il reprend les proportions,,. Cependant, Hytale se veut être un jeu totalement indépendant de Minecraft : il possède son propre univers, son propre gameplay, et une histoire pour son mode « aventure » où le joueur prend place dans un monde ouvert. Hytale comporte également une large variété de plantes, animaux et monstres, dont certains lui sont propres : Kweebec, Trork, Crawler, etc. Hytale possède également des outils pour favoriser la création par la communauté.
Hytale permet de se connecter à des mondes personnels, des serveurs existants, et également de créer des serveurs. Le modding sur les serveurs et les mondes personnels sont supportés. La connexion aux serveurs utilisant des mods a été présentée comme étant simplifiée,,.

### Modes de jeu
Hytale est un jeu se présentant comme pouvant être joué de plusieurs façons : en « aventure », en « mini-jeux », ou en « création » (les mots utilisés ici pour les distinguer ne sont pas officiels).
Pour ce qui est de l'aventure, le joueur suit une histoire scénarisée en solo ou multijoueur. Elle se situe dans un univers principalement fantastique qui se situe technologiquement à l'époque médiévale. Ce monde comptera potentiellement plusieurs planètes. Le joueur débute alors la partie sur la première planète du jeu, nommée Orbis, qui se divise en plusieurs territoires. Chaque zone possède son propre écosystème et ses propres créatures. Le joueur peut modifier le monde mais cela demandera des outils et des ressources (comme le mode de jeu « survie » dans Minecraft).
Pour ce qui est « mini-jeux », il sera surtout possible de jouer sur des serveurs en ligne. L'équipe d'Hytale a assuré que les serveurs supporteront les mods et seront facile à rejoindre (aussi bien sans qu'avec mods). Il sera normalement possible de créer ses propres serveurs.
Pour la « création », il sera possible de modifier le monde et de créer sans se soucier de la gestion de ressources et des autres contraintes qu'imposent la version scénarisée du jeu. Il est très similaire au mode de jeu appelé « créatif » présent sur Minecraft. Toutefois, Hytale est plus ouvert grâce aux outils supplémentaires intégrés, tel que l'éditeur de terrain.

### Univers
Hytale pourrait compter plusieurs planètes. La première planète, Orbis, est constituée d'environ 6 zones dont les noms définitifs n'ont pas encore été divulgués,.
Chaque zone possède son propre écosystème et ses propres créatures. Les zones ont toutes des aspects très différents (climat tempéré, aride, glacial, etc.). Une zone peut être divisée en plusieurs régions ou sous-régions. Les régions peuvent avoir des apparences plus ou moins éloignées (comme les plaines et les forêts). Elles sont plus difficiles à distinguer que des zones et correspondent à ce qu'est un « biome » dans Minecraft.
La grande majorité du paysage est généré procéduralement, et est couverte d'éléments préfabriqués (donjons, ruines, habitations, arbres, roches, etc.) sur lequel sont appliqués plusieurs filtres (comme par exemple une dégradation aléatoire sur un bâtiment),.

### Outils de création
Les développeurs ont promis plusieurs outils afin de favoriser la création de contenu par la communauté.
- Outils d'édition du terrain, comprenant un ou des brush pour sculpter le terrain à grande échelle, des brushs de peinture, le placement instantané d'objets enregistrés (comme les préfabriqués), l’enregistrement de nouveaux préfabriqué, la rotation d'éléments, etc.[22]
- Outil externe de création de nouvelles créatures, et objets pour Hytale[23],[24],[25]. Cela comprend le modelling, le texturing, l'animation et l'habillage dynamique, avec la possibilité de travailler à plusieurs en même temps sur le même élément[26].
- Outils filmiques : possibilité de filmer en jeu, de placer des particules et des animations (personnalisés ou non) gérés par des images-clefs[7].
- Changement en jeu, en temps réel, de la météo, des couleurs du ciel, des textures des blocks et de l'espèce du joueur[22],[27],[28].
- Outil de live-scripting permettant de développer et modifier du code depuis l'intérieur du jeu et d'en observer directement les résultats[7].

## Développement
Hytale est développé par le studio Hypixel Studios. Le studio, spécialement fondé pour l'élaboration du projet, se composait d'une quarantaine de membres,. Certains d'entre eux sont notamment à l'origine du serveur Minecraft nommé Hypixel, avec 14 millions de connexions uniques en décembre 2018,. L'équipe contient quelques français (six strasbourgeois).
Le développement du jeu a débuté en 2015, dans un relatif secret. Le jeu est développé avec les langages de programmation C# et Java. Le client est codé en C# tandis que les serveurs tournent en Java,. La majorité des développeurs travaillent depuis chez eux, bien que la création d'un bureau à Strasbourg fût d'actualité.
Après la sortie de la bande-annonce en fin 2018, l'engouement autour d'Hytale amena les développeurs à revoir leurs ambitions à la hausse.
Peu d'informations sur le scénario du jeu sont révélées actuellement, car l'équipe souhaite le garder secret jusqu'à la sortie du jeu, qui ne se fera pas avant 2024. Les développeurs ont annoncé prioriser la prise en charge des plateformes Windows et macOS, tout en ne niant pas la sortie du jeu sur d'autres plateformes à l'avenir.
Hypixel Studios s'est d'abord autofinancé grâce aux revenus engendrés par le serveur Hypixel. Le studio a par la suite bénéficié du soutien de Riot Games, qui a investi plusieurs millions de dollars dans le studio et le jeu,,. Leur projet est également soutenu par des investisseurs tels que Rob Pardo (ancien directeur de la création de Blizzard Entertainment et concepteur principal de World of Warcraft), Min Kim (Blizzard Entertainment) et Peter Levin (Lionsgate),,.
En avril 2020, Hypixel Studios est racheté par Riot Games. Il est annoncé que l'équipe de développement ne change pas et que la sortie du jeu restait prévue pour 2021, ; et en juin 2020, Hypixel Studios acquiert officiellement ses propres locaux,,,.
Le 22 juillet 2022, l'équipe annonce dans une publication sur leur blog qu'ils sont en train de redévelopper le client, ainsi que le serveur en C++. Ils citent plusieurs bénéfices majeurs à cela :
- Il leur sera plus facile de développer Hytale pour de multiples plateformes.
- Le jeu sera plus performant.
- Il leur sera plus facile de patcher et ainsi maintenir le jeu dans un état convenable.

Le 23 juin 2025, Noxy, un des co-fondateurs d'Hypixel Studios annonce la fin du projet sur X. Celui-ci explique que c'est une décision prise à contre coeur mais qu'après un long temps de développement, le jeu n'est toujours pas à la hauteur de leurs objectifs. Il remercie l'équipe qui a travaillé sur le projet, Riot Games ainsi que la communauté.

## Commercialisation
Le jeu est annoncé le 13 décembre 2018 à travers la mise à disposition d'une bande-annonce vidéo sur la plateforme YouTube. Un mois après l'annonce du jeu, la vidéo avait été visionnée plus de 30 millions de fois,, tandis qu'en juillet 2019, la vidéo dépassait les 50 millions de vues,.
Fin novembre 2019, un article sur le blog de Hytale révèle que la version bêta ou officielle du jeu arrivera probablement en 2021,.
Le 1er juillet 2021, Hypixel Studios annonce que le développement du jeu suit son cours mais que celui-ci ne pourra pas être commercialisé avant 2023,.
Le 22 juillet 2022, Hypixel Studios annonce qu'à cause du redéveloppement du client et du serveur en C++, le jeu ne pourra pas sortir en 2023.
Le 23 Juin 2025, Hypixel Studios annonce la fin définitive du développement de Hytale, annulant par conséquent le playtest de la version bêta du jeu. Aucune commercialisation du jeu n'est prévue à ce jour.